# Хсекију (фараон)
Хсекиу (или Сека) био је прединастички фараон древног Египта. Он се спомиње у камену из Палерма. Његово име се налази међу бројним именима фараона Доњег Египта. О овом фараону као и о осталим прединастичким фараонима се зна јако мало.